# Toronto Huskies
Toronto Huskies, som bildades 1946 och upplöstes 1947, var en basketklubb från Toronto i Ontario och som spelade i Basketball Association of America (BBA) säsongen 1946/1947. Huskies spelade sina hemmamatcher i Maple Leaf Gardens.
BBA:s första matchen spelades i Maple Leaf Gardens i Toronto den 1 november 1946 då New York Knicks besegrade Toronto Huskies 68-66 på bortaplan inför 7.090 åskådare.
Huskies var ett av lagen som spelade den allra första BAA-säsongen. Laget slöt på 22 segrar och 38 förluster i grundserien och slutade på sjätte och sista plats i Eastern Division vilket gjorde att de missade slutspelet. Och trots att laget bara spelade en enda säsong i ligan, hade de fyra olika coacher under säsongen.
Efter att Huskies dragit sig ur ligan skulle det dröja 49 år, ända till säsongen 1995/1996 när Toronto Raptors anslöt till ligan, innan Toronto och Kanada åter fick ett NBA-lag igen. Även Vancouver fick samma säsong ett NBA-lag via Vancouver Grizzlies.